# Всесвітній фонд дикої природи
Всесвітній фонд природи (англ. World Wide Fund for Nature, до 1986 р. — Всесвітній фонд дикої природи (англ. World Wildlife Fund, WWF) — міжнародна неурядова організація, що займається збереженням природи, дослідженнями та відновленням природного середовища. Офіційна назва організації була змінена з World Wildlife Fund на World Wide Fund for Nature, проте попередня назва залишається офіційною в багатьох країнах.
Це найбільша незалежна природоохоронна організація у світі, що має близько 5 млн працівників та добровольців по всьому світу, працюючи в понад 120 країн. Щорічно WWF здійснює понад 1200 екологічних проєктів, привертаючи увагу мільйонів людей до проблем охорони довкілля і їхнього рішення. Організація існує на добровільних внесках, приблизно 9 % її бюджету поступає від приватних пожертв.
Місія WWF — запобігання наростаючій деградації природного середовища планети і досягненні гармонії людини і природи.
Головна мета — збереження біологічної різноманітності Землі. Символ Всесвітнього фонду природи — гігантська панда.

## Історія
Всесвітній фонд природи був заснований в 1961 році, англійцями Пітером Скоттом, Люком Гоффманом і Гаєм Монфором. Популярність і фінансову незалежність WWF знайшов через 10 років після свого виникнення. У 1971 році президент фонду принц Нідерландів Бернард особисто звернувся до тисячі найвпливовіших і відоміших людей світу з проханням підтримати WWF і передати в управління фондом по 10 тисяч доларів. Зібраний таким чином капітал (10 млн доларів) став основою трастового фонду, який за числом своїх учасників, — тисяча запрошених плюс принц Бернард — отримав назву «Трест 1001 з охорони природи». Потрапити в число вибраних можна тільки після особистого запрошення принца і оплати вступного внеску. У клубі «1001» перебувають члени кланів Ротшильдів і Рокфеллерів, високі персони королівських домів Європи, найбагатші люди з країн Близького і Середнього Сходу. У 1981—1996 р.р. президентом фонду був Філіп, герцог Единбурзький.
За більш ніж сорок років свого існування Всесвітній фонд природи перетворився на впливову організацію і діє більш ніж в 130 країнах світу. WWF об'єднує 28 національних відділень, їх очолюють відомі і шановані в своїх країнах люди, серед яких є і королівські персони, як, наприклад, в Швеції та Іспанії, де справою охорони природи зайнялися самі монархи. Також підтримку Всесвітньому фонду природи надають більше 5 мільйонів індивідуальних членів.
Більше половини грошей поступає до Фонду як добродійні пожертвування від організацій і приватних осіб. З моменту створення WWF надав кошти на здійснення близько 11 000 проєктів в 130 країнах світу.
Міжнародний Секретаріат WWF знаходиться в Швейцарії.
У червні 2023 року Генеральна прокуратура РФ визнала Всесвітній фонд дикої природи небажаною організацією в Росії.

## Проєкти WWF в Україні
1. Щорічна міжнародна акція Година Землі, що відбувається у березні. 2019 року акція відбулася 30 березня (20:30-21:30).
2. WWF Дунайсько-Карпатська програма. Дунайсько-Карпатська програма була заснована у 1998 році. ЇЇ мета — сприяти збереженню, відновленню екосистем, гармонійному співіснуванню людини і природи та координувати діяльність WWF у країнах Дунаю та Карпатського регіону: Україні, Молдові, Румунії, Болгарії, Сербії, Словаччині, Чехії та Словенії.
Пріоритетні напрямки програми: стале управління лісами, охорона водно-болотних угідь та пралісів, збереження популяцій великих хижих ссавців (вовк, рись, ведмідь) та осетрових, екологічна освіта та зміни клімату.WWF активно працюємо з законодавчими питаннями на національному рівні та рівні Європейського Союзу. 
Ключова роль у регіоні. У квітні 2001 року у Бухаресті у межах Дунайсько-Карпатської програми WWF була організована перша зустріч голів урядів з питань навколишнього середовища та сталого розвитку у Карпатському регіоні. Декларація, що була прийнята на Саміті та підписана президентами 9 країн регіону, закріпила їх обов'язки щодо охорони природи. Саме ця зустріч надихнула країни на створення Карпатської Конвенції ООН, що була підписана два роки по тому.
Дунайсько-Карпатська програма WWF є важливим скеровуючим агентом в області покращення стану навколишнього середовища в регіоні та активно співпрацює з міжнародними партнерами, місцевими урядами та іншими зацікавленими сторонами.
Беручи до уваги те, що більшість країн регіону увійшли чи збираються увійти у Євросоюз найближчим часом, робота Дунай-Карпатської програми WWF багато у чому фокусується на розвитку та впровадженні політики та законодавства Євросоюзу.
3. Кампанія «Подаруй дереву колечко!» Протягом кампанії «Подаруй дереву колечко» WWF просить українців збирати паперову продукцію та здавати її у пункти прийому макулатури. А потім надсилами нам результати своєї роботи — тобто, скільки кілограмів макулатури було здано на переробку. На сайті WWF розміщено перелік офіційних пунктів прийому макулатури, а також форму, яку можна заповнити для звітності про зібрану паперову продукцію.
4. «Цеглинка для майбутнього». Проєкт передбачає побудову Екоцентру. Це модернова освітня платформа, мета якої — показати людям сталий спосіб життя. В центрі будуть представлені прості побутові рішення та сучасні «зелені» технології, екологічні ігри та інтерактивні елементи, проводитимуться відкриті освітні та інформаційні заходи. Кожен може прийти в Екоцентр, що працюватиме у Національному ботанічному саду ім. Гришка, та безкоштовно отримати цікавий досвід та інформацію про природні процеси, сталий розвиток, енергоефективність у побуті і господарстві та багато іншого. Проєкт вже отримав біля 50 % фінансування, але на його добудову необхідно знайти ще 300 000 гривень. Кожен, хто допоміг, буде згаданий на стінах приміщення Екоцентру стільки разів, скільки цеглинок він подарував.
5. Підтримка природоохоронних територій в Україні. Метою проєкту є покращення ефективності управління природоохоронних територій та збереження їх екологічних цінностей, таких як: 
- Природний заповідник «Ґорґани»
- Карпатський біосферний заповідник
- Карпатський національний природний парк
- Національний природний парк «Синевир»
- Ужанський національний природний парк
- Верховинський  національний природний парк
- Вижницький національний природний парк
- Яворівський національний природний парк

## Освітні заходи
1. Природничі школи. Це серія інтерактивних занять на природі в рамках фестивалів, кемпів чи окремо. Під час шкіл учасники дізнаються про природну певного регіону, що таке біорізноманіття, методи його вивчення та способи збереження та охорони. А саме:
- Школа дикої природи[6]. Перша школа проводилася 2–3 липня 2016 року в рамках табору екоактивістів «Енерджайзер кемп». Місцем проведення школи став НПП «Бузький гард», що було обране свідомо, адже атомщики планують знищити частину парку та його природних багатств. Учасники знайомилися із біорізноманіттям, методами його дослідження та принципами збереження. Другий день школи був присвячений сталому способу життя, зокрема сталому споживанню та тому, як можна обирати продукти в супермаркеті чи на базарі без шкоди дикій природі.
- Енерджайзер кемп[7]. Це наметовий табір, перший із яких відбувся 1 — 14 липня 2016 року об'єднає людей для захисту і збереження заповідних берегів Південного Бугу. Небайдужі художники, урбаністи, феміністи, поети, активісти, ремісники та дослідники ділилися я своїми знаннями та уміннями з учасниками табору та вступилися за збереження древньої природи національного парку.
- Організатори кемпу: Екоклуб та Національний екологічний центр України за підтримки Фонду ім. Гайнріха Бьолля, Регіонального Екологічного Центру, Шведського товариства охорони природа (SSNC), Норвезького товариства охорони природи (NNV).
- «Навіщо лісам потрібна сертифікація та GIS-системи?[8]» 21 травня 2015 у Львові на виставці «ДЕРЕВООБРОБКА 2015» WWF в Україні разом з партнерами організував два інформаційні семінари, присвячені лісу та лісовому господарству.

2. Волонтерські виїзди. Під час кожного заходу учасники ближче знайомляться із природно-заповідним фондом України, дізнаються про особливості флори і фауни певного регіону, допомагають працівникам парків, практикують вивчення та збереження біорізноманіття.
3. Інтерактивні лекції та ігри. Під час лекцій у навчальних закладах та різних організаціях, в межах фестивалів та інших масових заходів, WWF популяризує сталий розвиток і відповідальне споживання. Окрім лекцій різної тематики, WWF проводить цікаві ігри та інтерактиви. Наприклад, гра «Рибний бізнес» вчить, як можна ефективно і розумно використовувати природні ресурси, а також які небезпеки приховує їх нераціональне використання. Крім того, час від часу проводяться он-лайн лекції, які потім доступні для перегляду всіма бажаючими. А саме:
- «ПЗФ — три літери, що (в)рятують природу»[9]. Семінар відбувся 20 січня 2016 о 17:00. Учасники отримали практичну інформацію про природно-заповідний фонд України. Ведучим вебінару був Андрій Плига — зоолог, природоохоронець, координатор волонтерів WWF в Україні, гарно знається на темі та вже багато років допомагає та співпрацює з різними заповідними установами нашої країни.

4. Тренінги. Окрім окремих виступів експерти Всесвітнього фонду природи можуть провести для спільноти, персоналу організації чи інших зацікавлених осіб тренінг чи серію інтерактивних занять з метою підвищення обізнаності та розуміння природоохоронних питань. Наприклад, під час тренінгу «Історія речей» (Story of stuff) на прикладі звичайних продуктів та речей учасники досліджують життєвий цикл товарів і замислюються над питанням, як зменшити свій екологічний відбиток.
5. Підвищення кваліфікації. В межах різних природоохоронних проєктів WWF проводить заходи із підвищення кваліфікації менеджерів природи, представників влади, бізнесу, громадськості із залученням кваліфікованих тренерів та спікерів. Зокрема, WWF прагне сформувати в країні засади сталого лісового та господарства, досягти впровадження принципів сталого розвитку на всіх рівнях управління, передати провідний світовий досвід українським спеціалістам.
6. Освітні матеріали. WWF працює над підготовкою різних освітніх матеріалів, які можуть бути використані педагогами, керівниками екогуртків та спільнот, батьками, керівниками організацій та всіма зацікавленими особами з метою підвищення екологічної свідомості дітей та дорослих. Плакати, постери, та багато інших матеріалів розміщені на сайті WWF України, де кожен бажаючий може їх завантажити та роздрукувати. Серед них:
- Методичні матеріали для позакласних занять для учнів 8-12 років
- Методичні матеріали для позакласних занять для учнів 12-16 років
- Інформаційна брошура для позакласних занять для учнів 5-9 класів (російською мовою)
- Брошура для вчителів для проведення практичних позакласних занять (російською мовою)
- Плакат 10 «зелених» порад для дітей
- Відео матеріали

## Досягнення
- Підписання Карпатської конвенції (2003)[10]
- WWF в Україні підтримує створення громадської платформи для розробки Смарагдової мережі та впровадження Оселищної та Пташиної директив. У рамках цієї роботи в Києві у березні 2017 року пройшла перша зустріч представників різних громадських та наукових організацій, на якій обговорювалися практичні кроки по створенню в Україні Смарагдової мережі та мережі НАТУРА 2000. [11]
- За підтимки WWF був створений Ужанський національний парк, збільшилися та розвивалися інші природоохоронні території.[12]
- Відновлення болота Чорне Багно на Закарпатті.
- Відновлення островів Єрмаков та Малий Татару в Дунайському регіоні.

## Співпраця з міжнародними компаніями

### Година Землі
В 2010 році Україна вдруге взяла участь у кампанії Година Землі, яка пройшла за фінансової підтримки компанії Philips Україна. В цьому році в кампанії взяли участь більше 20 міст України. Центральною подією в Києві була демонстрація екофільмів в Маріїнському парку з використанням енергії альтернативних джерел — вітряка, сонячної панелі, електробайків. Кампанію підтримали Каша Сальцова, Дмитро Шуров, Лілія Пустовіт, групи Esthetic Education та «Тартак».
На одну годину на підтримку кампанії вимкнулися Хрещатик та Майдан, Києво-Печерська Лавра, Опера в Одесі і багато інших пам'яток по всій країні. Годину Землі підтримало Міністерство охорони навколишнього природного середовища України, ООН в Україні, біля сотні організацій, навчальних закладів, бізнесів (серед них, наприклад, мережа «Козирна карта», Інтертоп, Оболонь та інші). Кампанія була більше 300 разів згадана у пресі.

### Співпраця з Canon Україна
Акція «Захисти дику природу! В фокусі!». В грудні 2012 року WWF разом із Canon провели фотоконкурс, щоб привернути увагу українців до тварин нашої країни та світу. Фотоконкурс «Захисти дику природу. У фокусі!» давав можливість кожному показати своє бачення краси природи і поділитися ним з іншими.  Технічно фотоконкурс реалізовувався у соціальній мережі Facebook. Щоб взяти участь у конкурсі, люди мали завантажити світлину із зображенням дикої тварини у додаток спільноти WWF в Україні на facebook і дати короткий опис про те, чому важливо захищати дику природу у наш час. Переможці отримали подарунки від Canon та WWF за найкращі світлини, а також, за найкращий опис до фотографії.
Додаток був створений спеціально для фотоконкурса компанією Canon, він також мав функціонал для голосування глядачів. Фотограф, світлина якого набрала найбільшу кількість голосів, отримала «Приз глядацьких симпатій». Всього на конкурс було подано більше 300 робіт, він був більше сотні разів згаданий у пресі.

### Співпраця з Toyota Europe
В 2008 та 2009 роках в Україні пройшов тур «Клімат змінюється! Час діяти разом!», головною метою якого було зменшення викидів вуглекислого газу в амтосферу й пропаганда ефективного енергоспоживання. За два роки тур відвідав 12 міст України. Він був частиною європейського турне WWF, пов'язаного з темою зміни клімату, яке пройшло послідовно в Угорщині, Румунії, Болгарії, Сербії й Україні.
Кліматичне турне подорожувало країнами Європи на спеціально обладнаній вантажівці PANDA-1, зробленій компанією «Тойота». Вантажівка використовувалася для перевезення інформаційних стендів і демонстраційних експонатів, а вся побутова техніка автомобіля, включаючи великий плазмовий екран, автономно працювала від сонячної панелі та вітряка.

### Співпраця з Coca-Cola
Оскільки вода має важливе значення для природи, громад та бізнесу, з 2007 року The Coca-Cola Company і WWF працюють разом, щоб допомогти збереженню світових ресурсів прісної води.
Парнери працюють разом у Мексиці, Белізі, Гватемалі і Гондурасі, басейні річки Янцзи в Китаї та ще в десятку країн світу, щоб забезпечити більш безпечне водне майбутнє. Партнерство адресує проблеми природних ресурсів, що стосуються прісної води, поліпшує екологічні показники по всьому ланцюжку поставок компанії, інтегруючи цінності природи в процеси прийняття рішень, а також залучаючи впливових партнерів для вирішення глобальних екологічних проблем.
З 2016 року Coca-Cola Company підтримує семирічний проєкт WWF зі збереження та відновлення водно-болотних угідь в Дунайсько-Карпатському регіоні.

## Акції

### «БуГти чи не БуГти?»
10 липня на залишках Гардового острова замайорів 8-метровий банер «Збережемо Гард — Збережемо Україну». У такий спосіб активісти, спортсмени та діячі культури закликають уряд України вберегти Бузький Гард від остаточного знищення, зупинивши плани компанії Енергоатом добудувати третій гідроагрегат на Ташлицькій ГАЕС. Наразі Гардовий поріг значною мірою затоплено внаслідок підняття рівня Олександрівського водосховища до позначки 16 м. У планах — знову протизаконне підвищення рівня Олександрівського водосховища до позначки 20,7 м. Це призведе до остаточного затоплення острова Гардовий та прилеглих порогів.

### Рахування сов Пирятинського національного парку
Пирятинський національний парк охоплює заплаву річки Удай з притоками, і видовжена конфігурація території потребує значних зусиль для збору наукових даних по всій території. Тому на поміч вкотре прийшли волонтери, за допомогою яких вдалося за одну ніч охопити більшість території парку понад річкою Удай.
Рахувати сов приїхали волонтери з Києва, Білої Церкви та навіть Одеси; також до обліку долучився цілий гурт студентів Української Академії Лідерства, розташованої під Миргородом Полтавської області.
Перед початком обліку волонтери повчилися розпізнавати голоси кількох видів сов, поширених в Пирятинському районі — сірої, вухатої, хатнього сича, а також рідкісної болотяної сови, чия зустріч тут також теоретично була можливою. Після короткого тренінгу волонтери розбилися на пари-трійки і були розвезені по обліковим точкам, де рахували сов методом голосової провокації. Суть методу зводиться до програвання записів голосів різних сов — якщо на ділянці живуть сови, вони відповідають, і таким чином їх наявність і чисельність стає відомою для обліковців.
Почути або навіть побачити сов пощастило волонтерам на 8 облікових пунктах з 13-ти. Загалом, у ході обліку було нараховано 19 сірих сов, 2 вухаті сови, 1 хатній сич і 3 сови не вдалось визначити.

## Напрямки діяльності

### Рішення WWF для захисту лісу[15]
- Підтримка та створення природоохоронних територій. За підтримки WWF був створений Ужанський національний парк, збільшилися та розвиваються інші природоохоронні території.
- Охорона видів, оселищ, реформація мисливського сектора України. Охорона місць мешкання бурого ведмедя, рисі, вовка, що є індикаторами здоров'я лісів та самих видів, сприяє збереженню всього багатого біорізноманіття лісів. Прикладом успішного проєкту є відновлення болота Чорне Багно на Закарпатті.
- Покращення законодавчої бази та гармонізація українського природоохоронного законодавства з європейським.
- Сталий розвиток лісового господарства. WWF сприяє впровадженню та розвитку лісової сертифікації, яка сприяє сталому лісовому управлінню.
- Підтримка сталого розвитку місцевих громад.
- Підвищення кваліфікації. WWF працює з менеджерами природи та зацікавленими сторонами на всіх рівнях, забезпечуючи належний рівень знань та вмінь, необхідний для сталого розвитку лісів.
- Інформування та екологічна освіта. WWF проводить різноманітні інформаційні та освітні заходи, присвячені лісовій тематиці.
- Науково-дослідна робота. Робота WWF базується на ґрунтовних наукових дослідженнях із залученням кращих спеціалістів галузі.

### Рішення WWF для річок та водно-болотних угідь[16]
- Відновлення водно-болотних угідь та природного режиму річок. Більше 20 років ми працюємо над відновленням плавнів та інших водно-болотних угідь до природного стану. В межах цієї роботи були втілені найуспішніші в нашій країні природоохоронні проєкти — відновлення островів Єрмаков та Малий Татару в Дунайському регіоні, відновлення болота Чорне Багно на Закарпатті.
- Збереження річок у природному стані. В Карпатах та інших регіонах України WWF бореться із забудовою гірських та інших річок незаконними малими ГЕСами. Робота ведеться і над заповіданням цінних природних річок та наданням охоронного статусу особливо-цінним річковим ділянкам.
- Кліматична адаптація. Вчасна та системна адаптація регіону дельти Дунаю допоможе місцевим спільнотам та природним системам пристосуватися до нових кліматичних умов.
- Охорона біорізноманіття. WWF працює в Румунії, Болгарії, Україні та інших Дунайських країнах над збереженням та відновленням життєздатних популяцій осетрових риб і сприяє охороні природного розмаїття в дельті Дунаю.
- Просвітницька робота. WWF навчає місцеві спільноти на Дунаї та в Карпатах жити в гармонії з природою, проводить освітні заходи та інформаційні кампанії, присвячені охороні річок та водойм, для дітей та дорослих по всій Україні.
- Розвиток екотуризму. WWF сприяє розвитку екотуризму в Дунайсько-Карпатському регіоні, щоб зменшити господарське навантаження на цей унікальний природний регіон та забезпечити місцевих мешканців альтернативним прибутком.
- Науково-дослідна робота. Робота WWF базується на ґрунтовних наукових дослідженнях із залученням кращих спеціалістів галузі.

### WWF в Україні зосереджує свою увагу на двох знакових групах видів[17]
- Великі хижаки: ведмідь, рись, вовк. Через браконьєрство, конфлікт з людиною та знищення місць існування їх кількість критично скоротилася. Великі хижаки є видами-індикаторами здоров'я природних систем та рівноваги між природою та людиною.
- Осетрові риби — одні з найстаріших риб у світі, які пережили динозаврів. Зараз все йде до того, що людина майже знищила в дикій природі цих велетнів, які заселяли річки світу протягом 250 мільйонів років. Висока цінність ікри та м'яса осетрових, а також деградація річок поставили їх на межу вимирання.

### Напрямки роботи WWF щодо зміни клімату[18]
- Мітігація або боротьба з кліматичними змінами. Необхідно зупинити підвищення середньої температури на планеті. Точка неповернення чи межа, через яку ми в жодному разі не маємо перейти — це потепління на 2⁰С.
- Адаптація або пристосування до наслідків змін клімату. Щоб адаптуватися, людині необхідно максимально дослухатися до природи. Варварські господарські практики не можуть не давати результату в довготривалій перспективі.